# Вовчанське комплексне розсипне титано-цирконове родовище
Вовчанське комплексне розсипне титано-цирконове родовище — родовище корисних копалин, що розташоване в межах лівобережної частини Середнього Придніпров'я, в верхів'ях рік Вовча і Кам'янка, які є притоками р. Самари першого і другого порядків. 

## Опис
В адміністративному відношенні Вовчанське родовище находиться на території східної частини Васильківського, південно-західної частини Межівського і північної частини Покровського районів Дніпропетровської області.
Район, у геологічному відношенні, представляє собою комплекс кристалічних порід докембрію і палеозою, корою вивітрювання кристалічних порід палеозой-кайнозойського віку і осадочна товща, представлена відкладами палеозою (девонська і кам'яновугільна системи) і кайнозою (палеогенова, неогенова і четвертинна системи).
Вовчанське родовище складається з чотирьох покладів, сильно витягнутих в субширотному напрямку: Північного, Центрального, Південного і Тарасівського.
Промислове значення має Північний поклад. Протяжність його 20,1 км, середня ширина — 700 м, в межах балансових запасів відповідно 15,5 км і 290 м. Родовище розташоване в області стикування Дніпровсько-Донецької западини з північно-східним схилом Українського кристалічного масиву в лівобережній частині Середнього Придніпров'я.
Родовище є похованою прибережно-морським розсипом, яка пов'язана з пісковими відкладами середньо-сарматського під'ярусу.
За генезисом, умовами залягання, морфології рудних тіл, речовинним складом, технологією збагачення рудних пісків і гірничо-технічними умовами експлуатації Вовчанського родовища аналогічне Самотканському.
Родовище має однопластову будову. Вміст основних корисних мінералів — ільменіту, рутилу, циркону і силіманіту+дистену — нерівномірний. Середній вміст у рудних пісках (в кг/м³) колективного концентрату — 173,5; ільменіту — 77,6; рутилу — 24,5; циркону — 5,5; силіманіту+дистену — 41,0; умовного ільменіту — 165,9. Родовище є одним із найбільш багатих на пострадянському просторі. Потужність рудних пісків коливається від 2 до 18 м, в середньому становить 7,4 м, середній коефіцієнт розкриву по родовищу 5,3 м. Родовище може розроблятися відкритим способом і рекомендується для промислового освоєння. Запаси високоглиноземної сировини на 01.01.1998 р. становлять А+В+С1 — 28 054 тис. т, С2 — 490 тис. т, у тому числі по мінералах (дистен+силіманіт) — 1 160 тис. тонн.

## Діяльність
З 2006 року Вовчанське комплексне розсипне титано-цирконове родовище в Дніпропетровській області розробляє приватне ТОВ ТОВ «Демурінський ГЗК». Попереднє збагачення здійснюється на борту кар'єра з наступним розділенням мінералів на збагачувальній фабриці. Запаси сировини в родовищі 5 млн тонн при бортовому вмісті важких мінералів 9%: 2,3 млн тонн ільменіту, 700 тис. тонн рутилу, 200 тис. тонн циркону.